# Confusion (New Order)
Confusion è un singolo del gruppo rock-synthpop britannico New Order pubblicato ad agosto del 1983 con il codice FAC 93. Successore della grande hit da discoteca Blue Monday, si distingue per il fatto che al suo interno sia Peter Hook che Bernard Sumner suonano il basso elettrico. Fu prodotta e in parte composta dal DJ e produttore newyorkese Arthur Baker durante una sessione di registrazione a New York, cosa strana per la band, che preferiva produrre le sue composizioni in Inghilterra (anche se nel settembre del 1980 essa aveva registrato una prima versione di Ceremony e In a Lonely Place insieme alla E.A.R.S., Eastern Artists Recording Studio, dell'East Orange, nel New Jersey). Come lati B vennero selezionati tre suoi remix, pubblicati solo su vinile a dodici pollici: Confused Beats, Confusion Instrumental e Confusion Rough Mix.
È stata collocata al secondo posto nella top ten dei pezzi che ti fanno guidare veloce, stilata dalla UpVenue.

## Videoclip
Il videoclip della canzone mostra alcune registrazioni live dei New Order alternate con scene di vita notturna newyorkese cui fa da protagonista proprio Arthur Baker.

## Apparizioni e utilizzi
Una nuova registrazione di Confusion e Confusion Instrumental vennero inserite nella prima antologia del gruppo, Substance del 1987 mentre un suo remix acid techno fatto da Pump Panel apparve in The Rest of New Order del 1995. Questo venne usato come colonna sonora per la prima scena del film Blade e fu campionato per tre popolari tracce dance:Play it Louder di Randy Katana, Operation Blade dei Public Domain e Phat Bass di Warp Bros e Aquagen. Infine, una versione più accorciata di Confusion Rough Mix entrò nella compilation del 2005 Singles.

## Tracce
Testi e musiche di Arthur Baker, Gillian Gilbert, Peter Hook, Stephen Morris e Bernard Sumner eccetto dove indicato.

### 12": FAC 93 (UK)
1. Confusion - 8:12
2. Confused Beats - 5:19
3. Confusion Instrumental - 7:38
4. Confusion (Rough Mix) - 8:04

### 12": QAL-249 (US) -Minimal Records 1990
1. Confusion (Alternative Mix) - 5:30
2. Confusion (Essential Mix) - 5:10
3. Confusion (Trip 1-Ambient Confusion) 3:40
4. Confusion (A Cappella) - 1:17
5. Confusion (Con-om-fus-ars-ion Mix) - 7:05
6. Confusion (Ooh-Wee Dub) - 6:50

### CD: FCD260 (UK) - ffrr 1995
1. Confusion (Pump Panel Reconstruction Mix) - 10:11
2. Confusion (Pump Panel Flotation Mix) - 9:15

### CD: WACKT002 (UK) - Whacked Records 2002
1. Confusion (Koma and Bones Edit) - 3:45
2. Confusion (Arthur Baker 2002 Edit) - 3:09
3. Confusion (Electroclash Edit) - 3:40
4. Confusion (Outputs Nu-Rocktro Edit) - 3:41
5. Confusion (Asto Dazed Edit) - 4:22

### 12": CAT 806 EP (UK) - Acid House Mixes By 808 State (1988)
1. Blue Monday (So Hot Mix) - 7:47 (Gilbert, Hook, Morris, Sumner)
2. Confusion (Acid House Mix) - 5:54

- Pubblicato nel 2004

## Classifiche
| Classifica (1983)                 | Posizione massima |
| --------------------------------- | ----------------- |
| Australia                         | 72                |
| Irlanda                           | 7                 |
| Nuova Zelanda                     | 7                 |
| Regno Unito                       | 12                |
| Regno Unito (independent)         | 1                 |
| Stati Uniti (hot dance club play) | 5                 |
| Stati Uniti (hot r&B)             | 71                |
| Classifica (2002)                 | Posizione massima |
| Regno Unito                       | 64                |